# Arroyo de la Garça
Arroyo de la Garça (en portugués: Ribeira da Garça) Es un riachuelo o arroyo en la isla de San Antonio (ilha de Santo Antão), en el país africano de Cabo Verde.
El arroyo comienza en Lombo Gudo, próximo de Gudo de Cavaleiro (1810 m) y corre de sur a norte, desembocando en el Océano Atlántico al oeste de la aldea de Cruzinha da Garça.
En la cuenca del río se encuentran las siguientes poblaciones:
- Chã da Igreja
- Horta da Garça
- Manta Velha
- Fundo